# Данкан Фрі
Данкан Фрі  (англ. Duncan Free, 25 травня 1973) — австралійський веслувальник, олімпійський чемпіон.
Призер чемпіонату світу.

## Виступи на Олімпіадах
| Олімпіада    | Дисципліна                      | Місце |
| ------------ | ------------------------------- | ----- |
| Атланта 1996 | четвірка парна                  | 3     |
| Сідней 2000  | четвірка парна                  | 4     |
| Афіни 2004   | четвірка парна                  | 7     |
| Пекін 2008   | двійка розстібна без стернового | 1     |